# 1982 في إسرائيل
فيما يلي قوائم الأحداث التي وقعت خلال عام 1982 في إسرائيل.

## سياسة

### تعيين في المنصب
- 1 يناير – ناحوم أدموني مدير الموساد ‏.
- 19 أكتوبر – إسحاق موداعي وزير الطاقة  [لغات أخرى]‏.

### انتهاء فترة المنصب
- 1 يناير – إسحاق حوفي مدير الموساد ‏.
- 19 يناير – موشيه آرنز عضو الكنيست [الإنجليزية]‏.
- 30 سبتمبر – إسحاق برمان وزير الطاقة  [لغات أخرى]‏.
- 19 أكتوبر – إسحاق موداعي وزير بدون حقيبة وزارية.

## مواليد

### يناير
- 1 يناير – أفيخاي أدرعي

### مارس
- 31 مارس – تال بن حاييم لاعب كرة قدم إسرائيلي.

### مايو
- 9 مايو – حسام أبو صالح لاعب كرة قدم فلسطيني.

### يونيو
- 9 يونيو – دافنى روزن

### أكتوبر
- 4 أكتوبر – عمر غولان لاعب كرة قدم إسرائيلي.
- 13 أكتوبر – تال أبيرجل لاعب شطرنج فرنسي.

## وفيات

### يناير
- 1 يناير – جمال الحسيني (مواليد 1893) سياسي فلسطيني.